# Egel
De egel (Erinaceus europaeus) is een zoogdier uit de familie van de egels (Erinaceidae). De wetenschappelijke naam van de soort werd in 1758 gepubliceerd door Carl Linnaeus in de tiende editie van Systema naturae. De egel is vooral bekend om zijn stekelvacht en de gewoonte om zich bij gevaar op te rollen.

## Verspreiding en leefgebied
De soort komt voor in een groot deel van West-Europa, van Zuid-Scandinavië en Duitsland tot Noordwest-Rusland en in Ierland en Groot-Brittannië. Ook wordt hij gevonden in het zuiden van Europa op het Iberisch Schiereiland, Italië, Corsica, Sardinië en Sicilië. In Oost-Europa leeft de nauw verwante Oost-Europese egel (Erinaceus roumanicus). De West- en Oost-Europese egels kunnen onderling hybridiseren. De egel is ingevoerd in Nieuw-Zeeland. De eerste egels werden in 1885 uitgezet in Dunedin en Christchurch ter bestrijding van plaagdieren. Meer officiële en onofficiële uitzettingen volgden. Egels werden daarna algemeen op zowel het Noordereiland als het Zuidereiland, de hoge bergstreken uitgezonderd. In de jaren negentig van de twintigste eeuw is de egel ook ingevoerd op de Azoren.
Egels komen voor in een grote variatie aan landschappen, zolang er voldoende beschutting is en de bodem niet al te vochtig. Ze zijn plaatselijk talrijk in loofbossen met ondergroei, vochtige weiden en grasvelden. Egels houden van randgebieden waar deze leefgebieden samenkomen. Het dier komt ook voor in zandduinen, mits begroeid. Ook in de buurt van de mens komt hij voor, voornamelijk in tuinen en boomgaarden. Hij is algemener in halfstedelijk dan in landelijk gebied. In versnipperd gebied gebruikt hij bermen en kleine paadjes als verbindingswegen. Egels zijn te vinden van zeeniveau tot 2000 meter hoogte maar mijden naaldwouden en moerasgebieden.

## Uiterlijke kenmerken

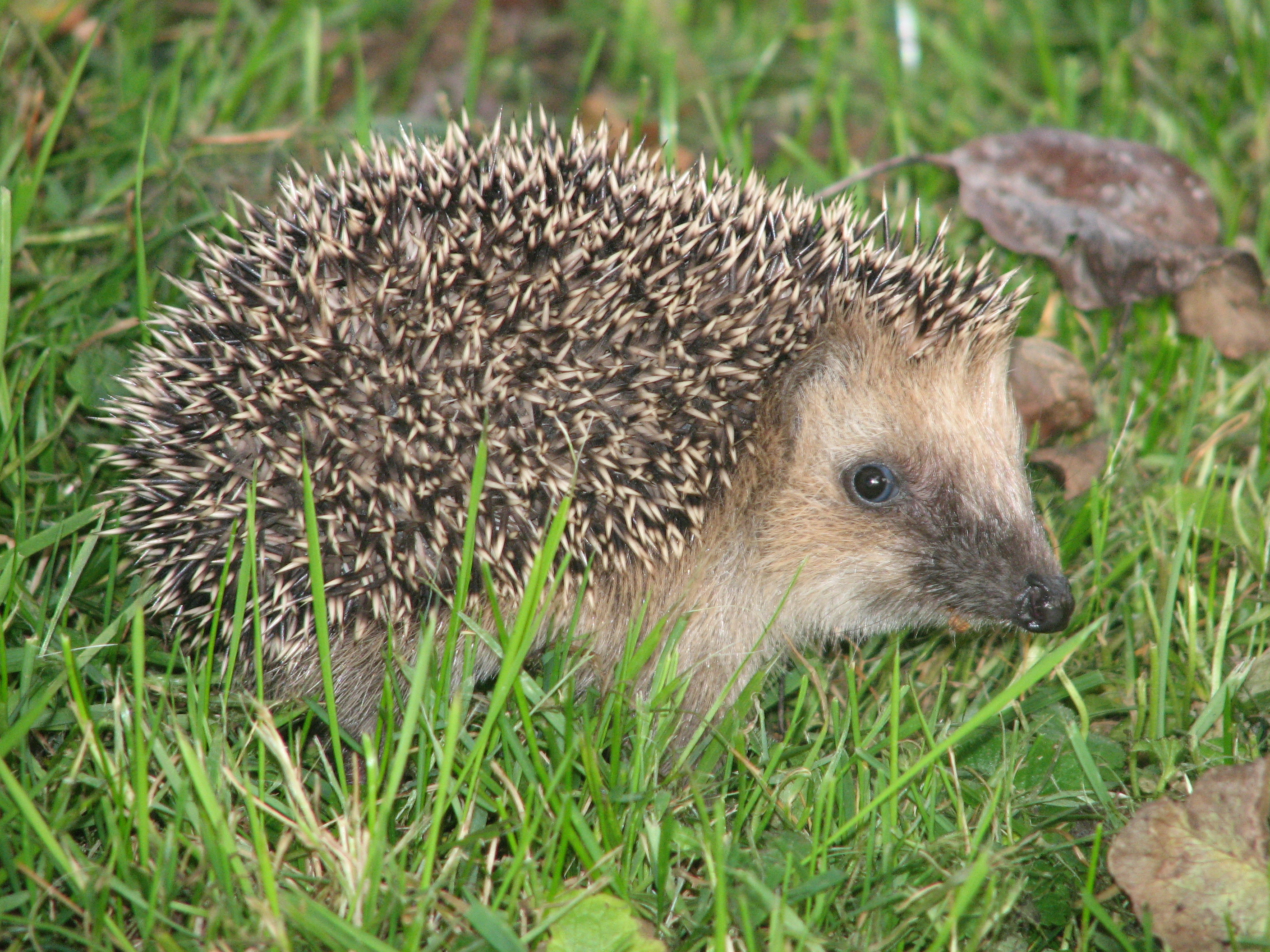
Een egel heeft een vacht aan de kop- en buikzijde en stekels aan de rugzijde.

De egel is een van de grotere insecteneters. Hij heeft een gedrongen lichaam, een spitse kop en een kleine staart, die hij verborgen houdt tussen de stekels. De kop begint breed, maar loopt spits toe naar de donkere snuit. Aan het uiteinde van de snuit bevinden zich tien paar neusharen. De oren zijn klein en nauwelijks zichtbaar. De ogen zijn klein en zwart en staan zijwaarts in het gezicht. De schedel is verlengd. De 36 tanden zijn primitief en weinig gespecialiseerd. De twee snijtanden in de onderkaak zijn groot, vrijwel plat en wijzen naar voren. Zij staan dicht bij elkaar. De tanden in de bovenkaak zijn juist puntig en staan ver uiteen. De tanden slijten snel door zand, steen en aarde die de dieren meekrijgen met het voedsel. Hierdoor zijn de tanden bij oudere dieren vaak afgebroken of zelfs verdwenen.
Alhoewel bij het lopen de buik zich dicht bij de grond bevindt, zijn de poten vrij lang, ongeveer tien centimeter van de heup naar de tenen. Tijdens het lopen houdt het dier ze zeer gebogen. Aan iedere poot bevinden zich vijf tenen, die alle voorzien zijn van een klauw.
De vachtkleur varieert van geel- en grijsbruin tot donkerbruin. Een donker V-vormig masker loopt over de snuit. De buik is grijs- tot donkerbruin, met een bruine vlek op de borst die qua grootte varieert. Hiermee is de soort te onderscheiden van de nauw verwante Oost-Europese egel (Erinaceus roumanicus), die een witte borstvlek heeft.

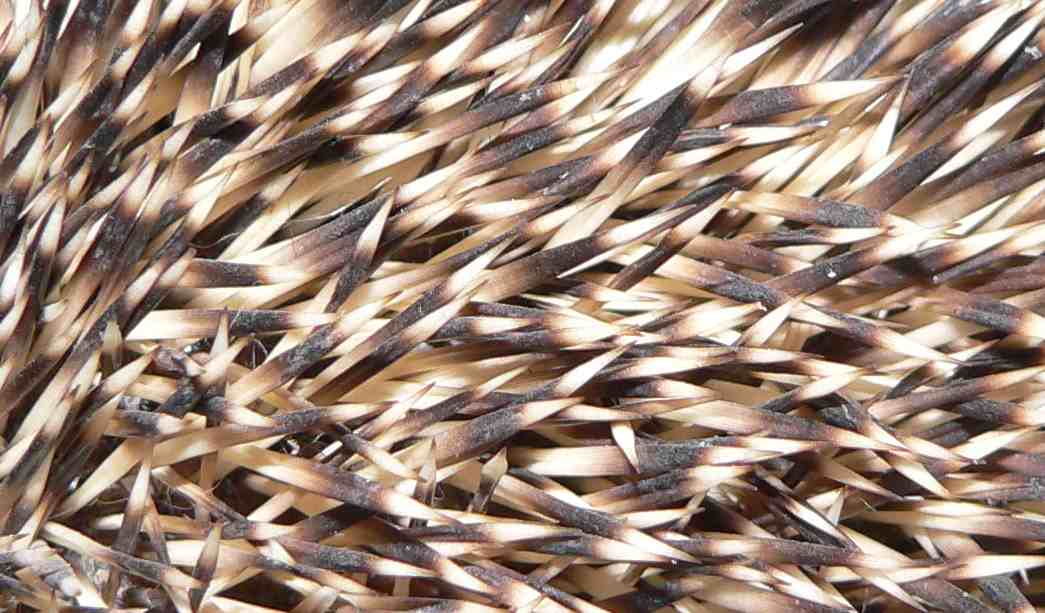
Detailopname van de stekels

De kop, buik, poten, borst en keel zijn begroeid met een dunne vacht van lang, stug haar. De rug en flanken van de egel zijn bedekt met stekels, ook wel pennen genoemd. Meestal vindt men gemiddeld tussen de 5000 en 8000 stekels naargelang de bron. Deze bruingrijze stekels zijn 15 tot 25 mm lang en 1 tot 2 mm breed. Een pen is hol en bestaat uit verscheidene lagen keratine. Met een stekelkop zit de pen in de rughuid verankerd.
Hij wisselt zijn stekels zelden en onregelmatig; gemiddeld gaan stekels zo'n 18 maanden mee, drie keer zo lang als een gemiddelde haar. In de stekelvacht heeft de egel een kenmerkend patroon. Om zich te kunnen oprollen, heeft een egel een aangepast spierenstelsel. Over vrijwel zijn hele lichaam loopt een koepelvormige staart-rugspier, die wordt samengetrokken als de kleine huidspieren zich aanspannen. De stekelige rughuid schuift vervolgens door het samentrekken van de dikke kringspier om het dier heen.
Een egelvrouwtje heeft vijf paar tepels.

### Afmetingen en gewicht
De egel heeft een kop-romplengte van 20 tot 30 cm, een staartlengte van 18–44 mm en een lichaamshoogte van 12 tot 20 cm.
Het gewicht bij geboorte bedraagt 8-25 gram; op het moment dat ze geen moedermelk meer krijgen ligt het in de orde van 120 gram. In de zomer wegen volwassen egels tussen de 500 en 800 gram, maar in de periode vlak voor de winterslaap kan het lichaamsgewicht fors oplopen tot wel 1600, en in een extreem geval zelfs 2000 gram. Mannetjes zijn meestal iets zwaarder dan vrouwtjes, maar de geslachtsverschillen vallen in het niet vergeleken bij de zeer grote seizoenschommelingen. Egels in de bergen worden gemiddeld groter dan de egels uit lagergelegen gebieden. Eilandbewoners, zoals egels op de Britse Eilanden, zijn het kleinst.

### Zintuigen
Van de zintuigen is vooral de reukzin goed ontwikkeld. De reukcentra in de hersenen zijn eveneens goed ontwikkeld. Hierdoor kan een egel insecten die zich drie centimeter onder de aarde bevinden goed ruiken. Onbekende stoffen of nieuwe geurtjes onderzoekt de egel met het zogenaamde orgaan van Jacobson. Het is een extra zintuig dat tussen het gehemelte en de neusholte ligt. In speciale cellen worden adem en speeksel op nieuwe geur- en smaakprikkels onderzocht. Eerst beknaagt of beruikt de egel de nieuwe stof met grote aandacht, dan produceert hij enorme hoeveelheden speeksel. Als hij echter eenmaal de zintuiglijke ervaring heeft verwerkt, dan spuugt hij het speeksel op zijn rug terwijl hij zich in de vreemdste bochten wringt. Het orgaan is weer schoon en klaar voor verdere nieuwe prikkels. (Het zichzelf 'bespeekselen' wordt in veel gevallen met rabiës (hondsdolheid) verward, een ziekte waarvan egels juist weinig last hebben.)
Egels beschikken over een uitstekend gehoor. De ogen zijn slechter ontwikkeld, zelfs bijziend. Een egel kan wel kleuren onderscheiden.

### Sporen

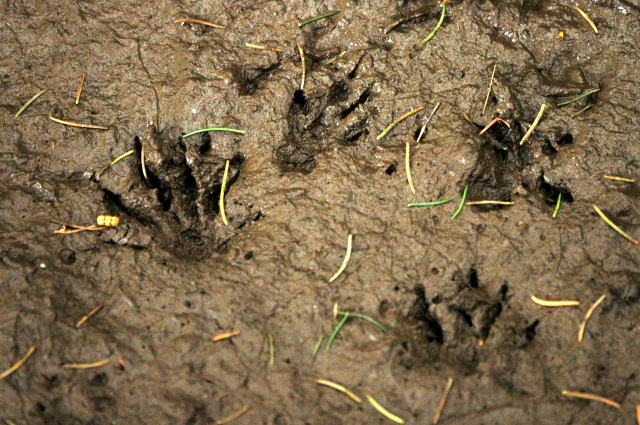
Pootafdrukken van de egel

De pootafdrukken van egels zijn goed te herkennen. Meestal zijn alle vingers en tenen te zien. De achtervoet is smaller dan de voorvoet. De achtervoet is 25 millimeter breed en 40 tot 45 mm lang. De voorvoet is 25 tot 30 mm breed en tot 40 mm lang). De nagel aan de vierde teen is twee tot drie keer zo groot als die aan de tweede teen. De binnenste teen van de achtervoet reikt tot aan de basis van de buitenste teen.
De broze uitwerpselen zijn glanzend zwart en cilindrisch met een punt aan één uiteinde, 8 tot 12 mm dik en 3 tot 6 cm lang. Vaak bevatten zij groene, blauwe, zwarte en paarse delen van keverdekschilden en andere duidelijk herkenbare insectenresten. Soms zitten er ook zand en steentjes in, waarschijnlijk meegekomen met het eten van wormen of slakken. Als hij een klein zoogdier of vogel heeft gegeten, zijn de uitwerpselen doffer en vaster, met resten van botten en haren. Het geluid van egels bestaat onder andere uit snuiven bij het eten, knorren bij gevaar en fluiten bij de paring. Andere geluiden zijn onder andere piepen, sissen en sjirpen.

## Gedrag

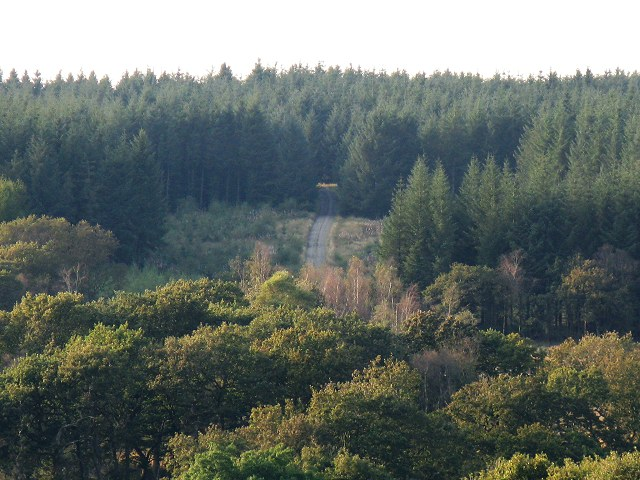
Dit is het leefgebied van de egel.

Een egel is een nachtdier. Hij slaapt ongeveer 18 uur per dag. Wanneer de egel wakker is, gaat hij op zoek naar eten. Ook kan hij bezig zijn met het bouwen van een nest. Egels gillen als ze pijn hebben of als ze angstig zijn.

### Voedsel

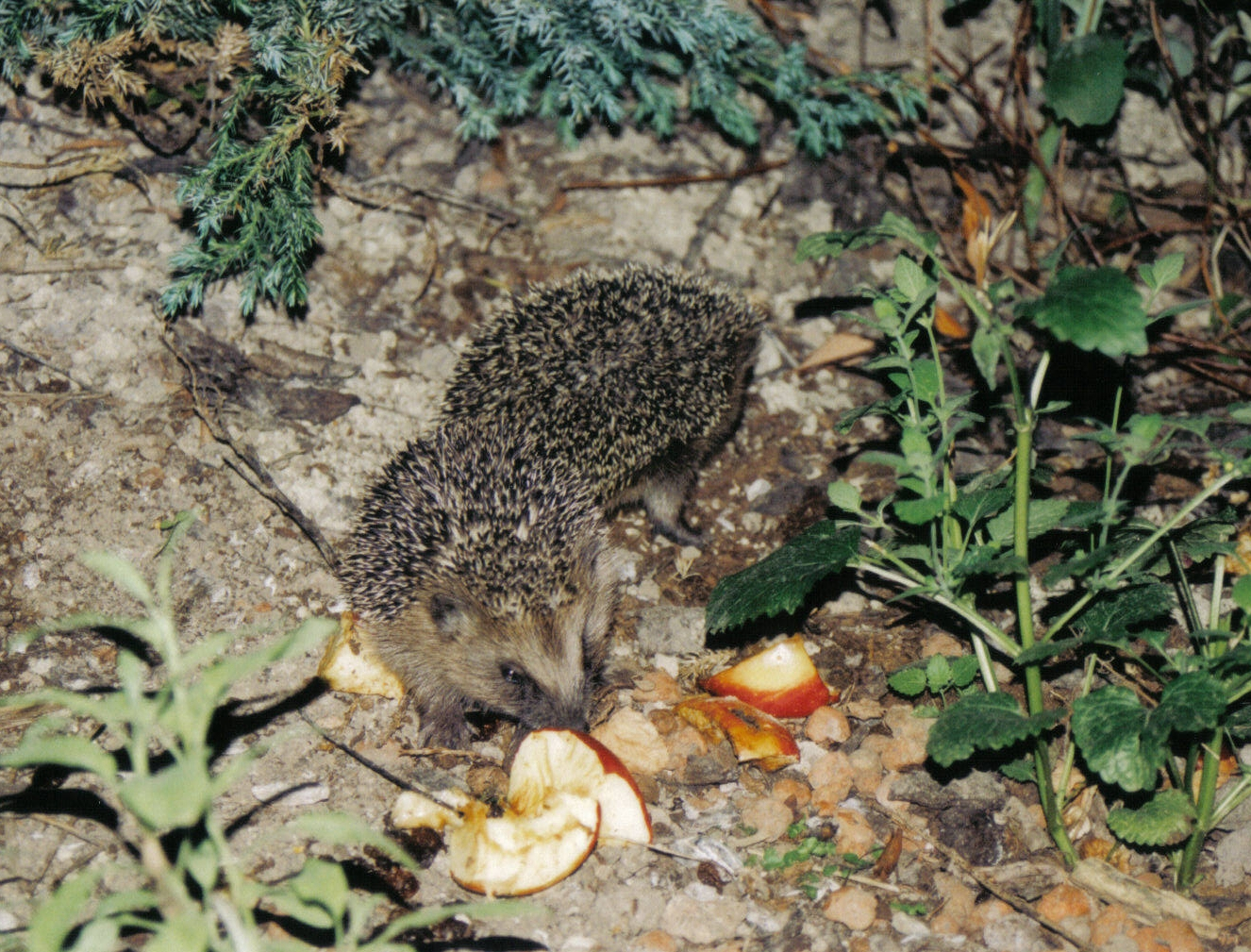
Egels zijn insectivoren, maar eten ook appels.

De egel is een insecteneter, die zijn voedsel voornamelijk in de ondergroei zoekt. Met zijn snuit spoort hij zijn prooien op tussen afgevallen bladeren, graspollen en losse aarde, terwijl zijn gehoor scherp genoeg is om prooidieren onder de grond te horen kruipen. Als hij de kans krijgt kan een egel binnen een paar uur meer dan tachtig regenwormen en/of kevers eten en ongeveer zeventig gram aan voedsel in een nacht verorberen. Vijftig gram is meer dan genoeg.
Het dieet is afhankelijk van het seizoen. In het voorjaar eten egels voornamelijk regenwormen, rupsen en kevers, maar in de zomer en het najaar voornamelijk wormen, slakken en mest- en aaskevers. Kevers worden eerst doodgebeten voordat ze worden opgegeten. Wormen worden levend gegeten. Ook insectenlarven, oorwormen, duizendpoten en pissebedden worden veelvuldig gegeten. Bij keus geeft hij de voorkeur aan zachtere ongewervelden als wormen en rupsen boven hardere als mestkevers. Bij slakken heeft hij een voorkeur voor kleinere, die hij in een keer kan doorslikken. Grotere huisjesslakken worden niet gegeten, waarschijnlijk omdat ze de stevige slakkenhuizen niet kunnen kraken.
De egel is vooral een opportunist. Hij vult zijn dieet aan met spinnen, kleine gewervelde dieren zoals kikkers, padden, hagedissen, slangen en kleine zoogdieren zoals knaagdieren, spitsmuizen en mollen. Verder staan op zijn menu ook aas, visresten, paddenstoelen, bessen, vruchten en eieren met een doorsnede tot 15 mm. Waarschijnlijk jaagt de egel meestal niet actief op kleine gewervelde dieren, maar worden zij als aas gegeten. In extreme omstandigheden doodt de egel zelfs kippen en kuikens. Naarmate de egel ouder wordt, verandert zijn dieet. Oudere egels hebben geleerd om efficiënter te foerageren. Zij richten zich meer op grotere insecten dan op jongere dieren. Bij het foerageren op kevers en larven doorzoeken egels soms ook paardenvijgen en koeienmest.
De egel is beter bestand tegen verscheidene soorten gif dan veel andere dieren. Zo kan hij bijvoorbeeld 35 tot 45 maal beter tegen adder- en wespengif dan een huiscavia, een dier van vergelijkbare grootte. Ook kan hij tegen een dosis arseen die vijfentwintig mensen zou doden.

### Sociaal en territoriaal gedrag
De egel heeft een solitaire leefwijze. Soms kan een paartje een nest delen, maar dit is voor een korte tijd. Een groepje egels bestaat meestal uit een moeder met jongen.
Hij is niet territoriaal: leefgebieden overlappen geregeld. Ook lijken egels hun gebied niet te verdedigen tegen andere egels. Egels die in hetzelfde gebied leven, mijden elkaar meestal door op verschillende tijdstippen op dezelfde plek te komen. Het leefgebied van een mannetje is tot wel vijf keer groter dan dat van een vrouwtje. Hij legt hierdoor ook dagelijks grotere afstanden af dan een vrouwtje, vijfhonderd meter tot drie kilometer per nacht. Ook maakt hij gebruik van meerdere nesten, terwijl een vrouwtje vaak aan één nest genoeg heeft.
De grootte van het leefgebied van een egel is bovendien afhankelijk van het aanbod aan voedsel. In open graslanden, waar de voedseldichtheid laag is, kan het leefgebied van een mannetjesegel wel dertig hectare beslaan. Dit is ook te zien in de dichtheid per hectare: in de meeste gebieden leven ongeveer twee egels per hectare, maar in open maquis is dit 0,2. In buitenwijken, die rijk zijn aan tuinen, kan de dichtheid echter zeer hoog zijn, met veel dieren per hectare. Hier heeft ieder individu een leefgebied van slechts vijf tot tien are.

### Winterslaap
De egel houdt een winterslaap. Hij kan slecht tegen de kou; de stekelvacht isoleert niet, waardoor een egel niet lang blootgesteld kan worden aan temperaturen lager dan 12 °C. Bovendien zal een egel weinig voedsel vinden, aangezien zijn belangrijkste prooidieren, insecten en andere ongewervelden, vanaf het najaar steeds schaarser worden.
De winterslaap duurt in gematigde streken ongeveer van oktober tot maart of april. In Scandinavië kan de winterslaap wel acht maanden duren. In zuidelijkere streken duurt de winterslaap echter veel korter: in Zuid-Europa duurt hij 0 tot 4 maanden. In Nieuw-Zeeland, waar de egel is uitgezet, duurt de winterslaap meestal een week of vier. Om zich voor te bereiden op de winterslaap legt de egel vanaf juli een vetvoorraad aan in de vorm van onderhuids vetweefsel. Dit bestaat uit wit vet, bedoeld om de winterslaap door te komen, maar ook uit bruin vet. Dit bruine vet, de 'winterslaapklier' genoemd, bevindt zich bij de schouders en wordt pas aangewend in het vroege voorjaar, bij het ontwaken. Is de vetvoorraad te karig, dan kan het dier bij dalende temperaturen zijn lichaam niet warmhouden en zal het sterven.

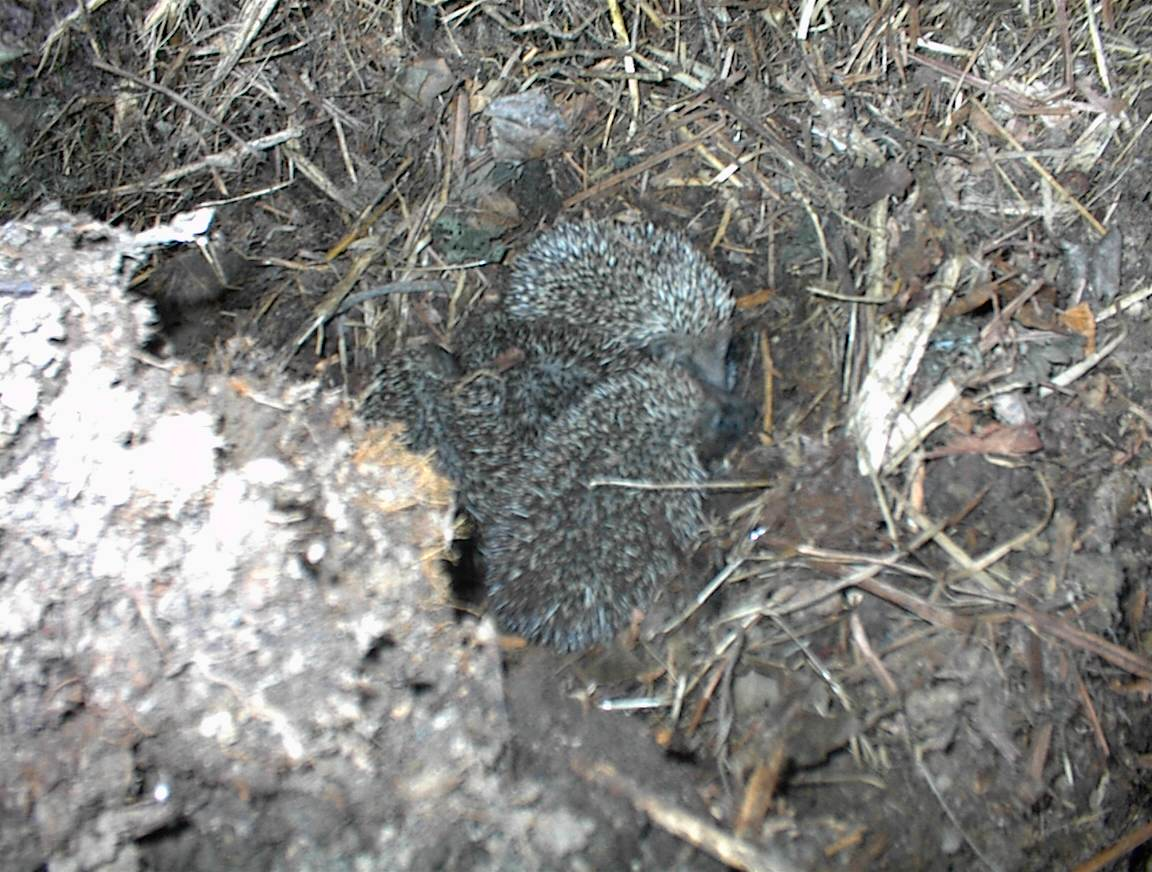
Egelnest

Als de temperatuur onder de 10 °C komt, gaat de egel een nest bouwen. Dit is een losse, structuurloze hoop bestaande uit dorre bladeren, aangevuld met droog gras, mos en soms twijgen en de stengels van varens. Als het nest groot genoeg is, maakt hij er een holte in. Zodra de bladerberg een doorsnede van ongeveer 50 cm heeft, legt hij een gang aan om naar binnen te komen en wordt de bodem van het hol bekleed met een tien centimeter dikke laag bladeren. De bladeren hebben een sterk isolerende werking. Bij een buitentemperatuur van -8 °C is het binnenin het hol 1 tot 5 °C. Het nest wordt aangelegd op een beschutte plek op de grond, zoals een houtstapel of een composthoop of tegen een schutting. Ook in schuren bouwt hij soms een nest. Hier brengt hij de gehele winter opgerold door. Sommige egels bouwen meerdere nesten, voor het geval dat ze van nest wisselen. Dit komt echter zelden voor: vooral op milde dagen wordt weleens van nest gewisseld.
De lichaamstemperatuur daalt tijdens de winterslaap van 36 °C tot 10 °C, de hartslag van 190 naar 20 per minuut en de ademhaling naar eens in de twee tot drie minuten. Dankzij de vetlaag kan het dier bij vorst in leven blijven. Als hij ontwaakt uit zijn winterslaap, is de egel mager en hongerig. Hij weegt dan slechts 350 gram.
In het Middellandse Zeegebied heeft de egel minder te duchten van winterse kou, maar des te meer van de droogte in de zomer. Bij aanhoudende droogte is vooral het aantal slakken en wormen laag. Hij houdt dan een zogenaamde zomerslaap; hij graaft een leger in het kreupelhout, waar hij verblijft tot de omstandigheden beter worden.

### Voortplanting
De mannelijke geslachtsorganen gaan direct na het einde van de winterslaap groeien, evenals de aanmaak van hormonen. De paartijd duurt van april of mei tot juli, soms zelfs tot begin september.
In de paartijd zoeken dieren elkaar op. Bij voorkeur op een grasveld. Als twee mannetjes hetzelfde vrouwtje op het oog hebben, zullen zij met elkaar vechten door te bijten en te stoten. Het paren is een langdurig liefdesspel, dat omzichtig maar vooral ook voorzichtig gebeurt. Om het vrouwtje paarbereid te krijgen, doen de dieren een soort dans. De twee dieren gaan tegenover elkaar staan, met de snuiten tegen elkaar. Terwijl zij elkaar besnuffelen, urineren beide dieren. Het mannetje doet vervolgens pogingen om achter het vrouwtje te komen, maar dat draait zich steeds van hem af. Het mannetje zal tegen het vrouwtje aan stoten met zijn snuit en poten. Vervolgens richt hij zijn hoofd op en opent hij zijn lippen ver uit elkaar. Dit spel kan uren duren en behoorlijk luidruchtig zijn.
Wanneer het vrouwtje instemt met paring drukt zij zich tegen de grond, spreidt haar achterpoten en legt haar stekels plat. Het mannetje houdt vervolgens met zijn poten haar flanken vast en met zijn bek haar hals. De paring zelf duurt enkele minuten. Tijdens de paring maken de dieren luidruchtige snuffel- en niesgeluiden.

#### Jongen

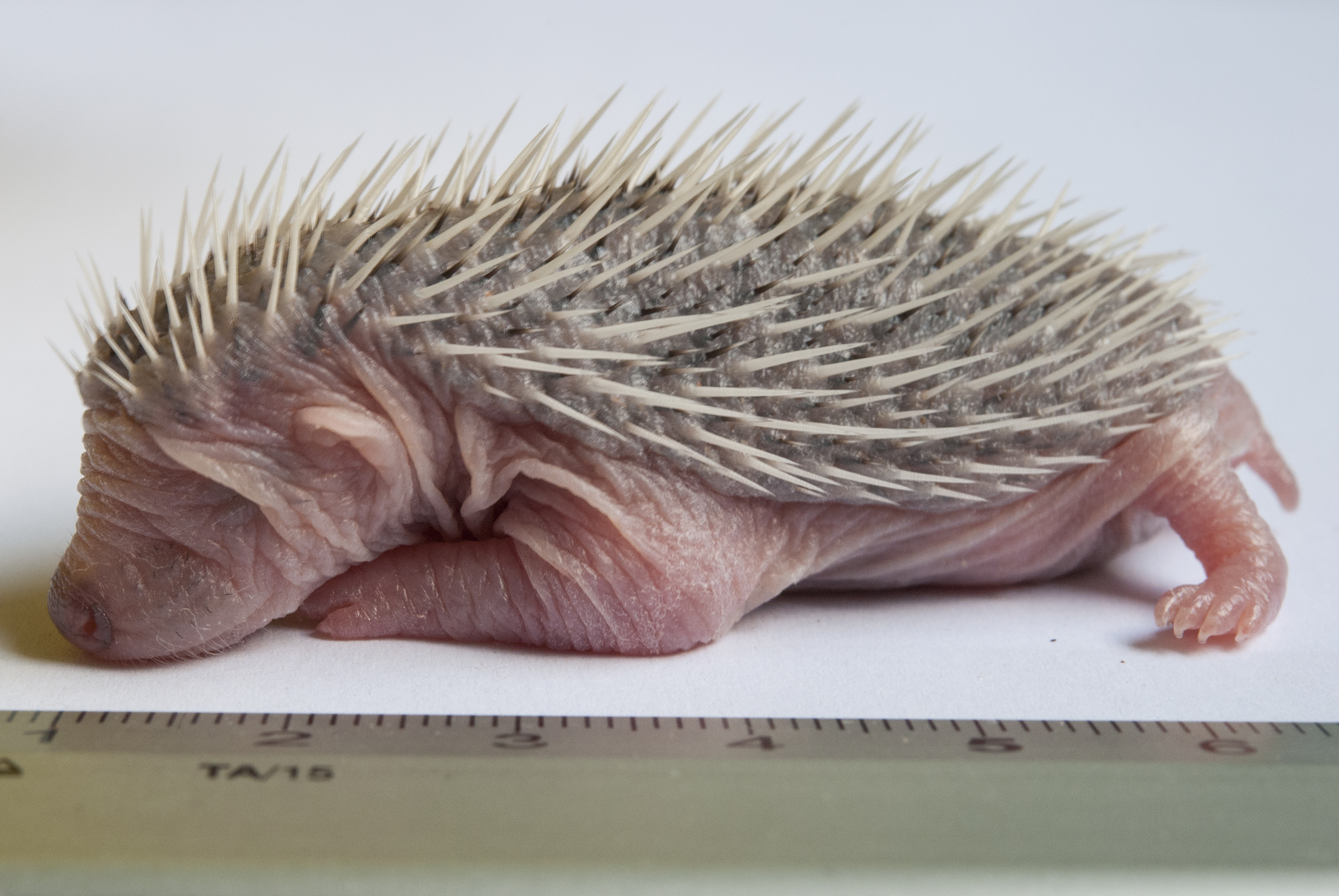
Jong van één dag oud

Na de paring verlaten het mannetje en het vrouwtje elkaar. Zogen en opvoeden gebeurt alleen door het vrouwtje. De draagtijd van de egel bedraagt 31 tot 39 dagen. De meeste jongen worden geboren in juni. De jongen worden geboren in een nest van gras en bladeren. Het vrouwtje heeft dit vier tot vijf dagen voor de worp aangelegd op een verborgen plaats als in een composthoop, onder een haag, tussen dicht kreupelhout of tussen een stapel takken. Soms wordt er gebruikgemaakt van verlaten konijnenholen.
Egels hebben meestal een worp per jaar, maar als alle jongen sterven, kan een egel nog een worp in de nazomer krijgen. Sommige vrouwtjes kunnen tot in november nog een derde worp krijgen. Het vrouwtje zal dan haar winterslaap uitstellen. Weinig jongen uit deze worp zullen echter het eerste jaar halen, aangezien de dieren te weinig tijd hebben om zich voor te bereiden op de winter.
Een worp bestaat uit gemiddeld drie tot zes (twee tot tien is mogelijk) kale, dove en blinde jongen van 10 tot 25 gram. De huid is gezwollen. De stekels groeien enige uren later. Zij zijn dan nog zacht en wit. Na anderhalve dag verschijnen er bruine stekels met witte punten; de vacht komt in de tweede week. Jongen kunnen zich na 11 dagen oprollen. In de eerste maand ligt het sterftecijfer hoog, op ongeveer 55%.
Na 22 dagen verlaten de jongen voor het eerst het nest. De jongen lopen dan in 'kop-staartformatie' in een rij achter hun moeder aan. Buiten het nest eten zij voor het eerst vast voedsel. Zogen gebeurt enkel in het nest. De jongen worden na vier tot zes weken gespeend. Ze hebben dan ongeveer drieduizend bruine stekels, de witte zijn geheel verdwenen. Tien dagen na het spenen mogen ze voor het eerst zelfstandig het nest verlaten. Na twee maanden worden ze door de moeder verstoten en zijn ze zelfstandig. De jongen wegen dan 250 gram.
Beide geslachten zijn al vroeg geslachtsrijp: na tien maanden kunnen zij zich voortplanten. De meeste vrouwtjes hebben echter pas in hun tweede jaar hun eerste worp.

### Leeftijdsbepaling[12]
| Tijd      | Gewicht         | Kleur                                      | Andere                                                                    |
| --------- | --------------- | ------------------------------------------ | ------------------------------------------------------------------------- |
| Geboorte  | 12 - 25 gram    | Huidskleur: roze stekels: wit              | Ogen gesloten, vacht afwezig                                              |
| 1ste week | 30 - 50 gram    | Huidskleur: roze stekels: een paar donkere | Ogen gesloten, vacht afwezig Na 3 dagen is de basis van de stekels donker |
| 2de week  | 60 - 80 gram    | Huidskleur: grijs stekels: donker          | Ogen openen zich, vacht donzig                                            |
| 3de week  | 100 - 130 gram  | Huidskleur: grijs stekels: donker          | Ogen openen, vacht aanwezig en de eerste tanden breken door               |
| 4de week  | 140 - 180 gram  | Huidskleur: grijs stekels: donker          | Ogen openen, vacht volledig en de tanden zijn compleet                    |
| 6de week  | 200 - 300 gram  | Huidskleur: grijs stekels: donker          | Volwassen stekels komen te beginnen van de achterkant                     |
| Volwassen | 800 - 1200 gram | Huidskleur: grijs stekels: donker          | Alleen op stap vanaf 9 weken                                              |

### Bedreiging en verdediging

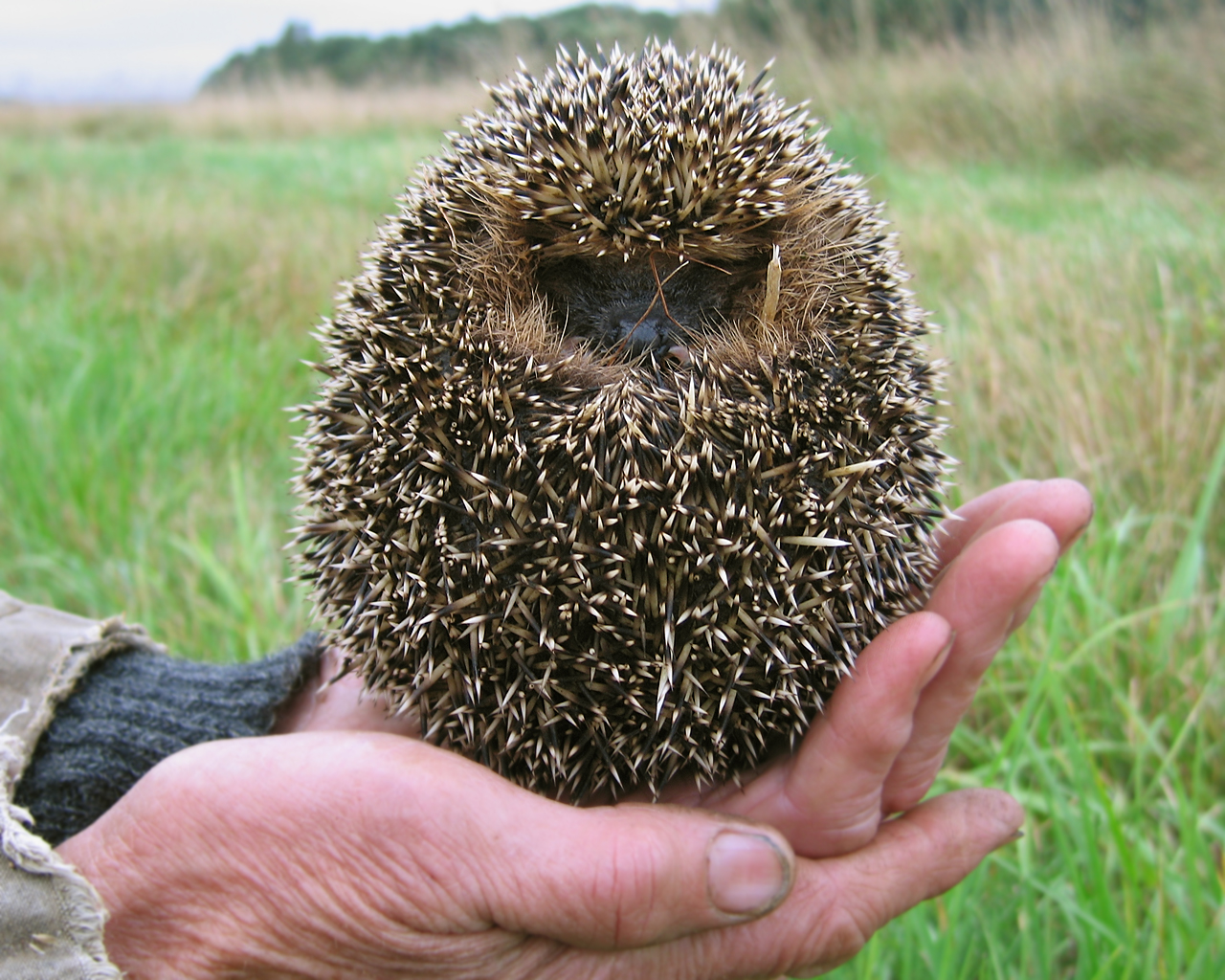
Egels rollen zich bij gevaar op tot een bal

Als een egel iets onverwachts hoort of ziet, richt hij de stekels op zijn hoofd op, door zijn schouders in te trekken en de snuit omlaag te houden. Mocht het bedreigend worden, dan trekt de egel zijn poten in en rolt hij zich op tot een bal. Het kost hem slechts drie seconden om zich op te rollen. De kop, poten en staart zijn dan naar binnen gericht. Deze stekelige bal vormt een goede bescherming tegen natuurlijke vijanden. In opgerolde toestand staan de stekels in alle richtingen, dankzij kleine huidspiertjes aan de uiteinden van de stekels. De egel is dan alleen kwetsbaar aan de opening aan de onderzijde, die echter bijzonder klein is en slechts weinig dieren kunnen hem daar aanvallen zonder geprikt te worden. Als de bedreiging weg is rolt hij zich weer uit, wat ook in een seconde of drie gebeurt. Vervolgens haast hij zich luid snuffend naar een schuilplaats. In studies naar egelgedrag gebruiken egels giftige, irriterende en sterk ruikende stoffen zoals tabak, zeep, uitwerpselen en de huid van giftige padden om de stekels mee in te smeren.
De belangrijkste natuurlijke vijanden zijn waarschijnlijk de das en de bunzing. Ook boommarter, vos, hond, lynx, wild zwijn en roofvogels als havik, steenarend en oehoe vangen weleens een egel. De belangrijkste doodsoorzaak is echter verhongering tijdens de winterslaap en, in stedelijke gebieden, het verkeer. Bij een natuurlijk levenseinde is de levensverwachting vier tot zeven jaar, met een maximum tot tien jaar.

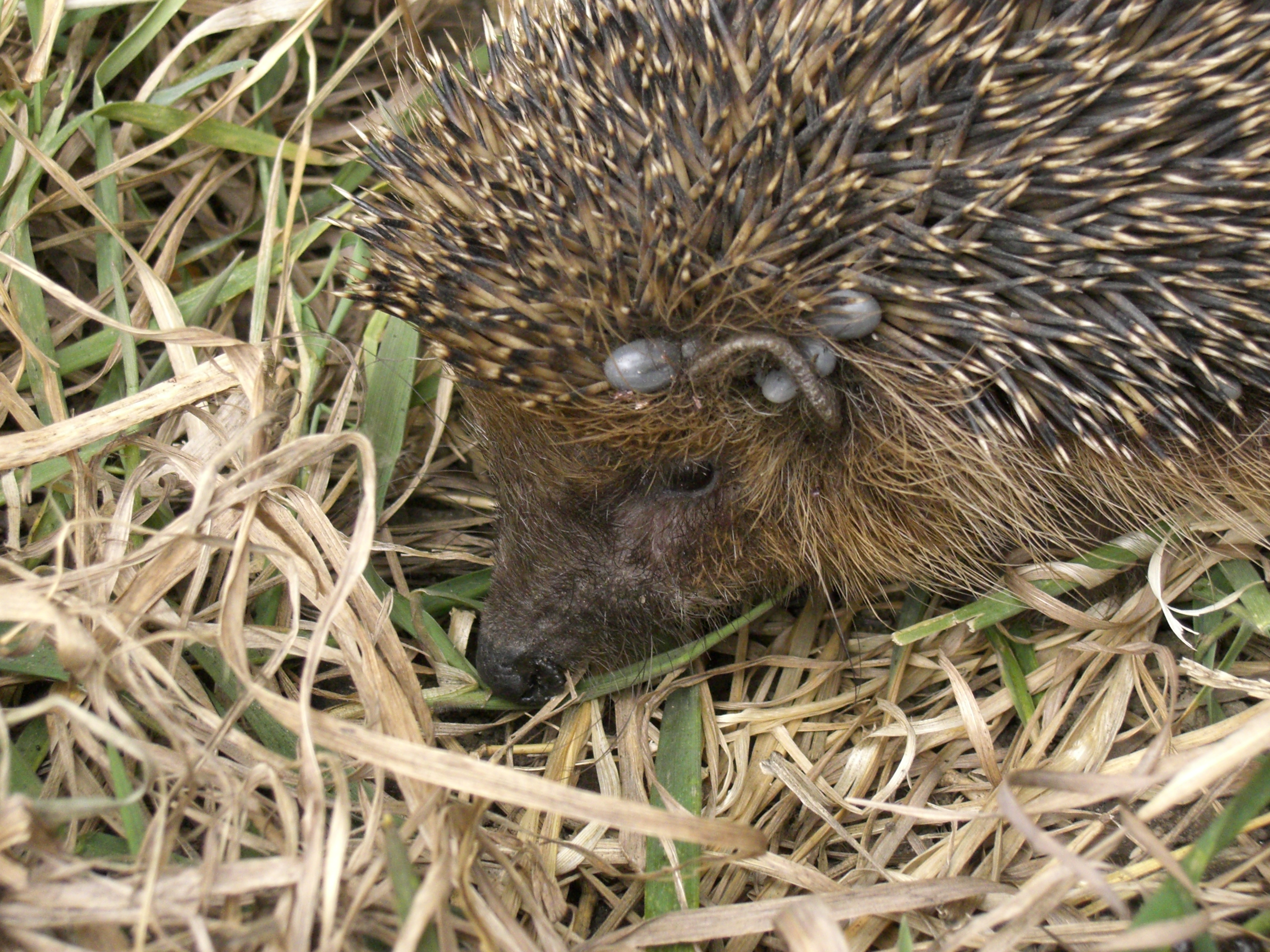
Egel met teken

Egels hebben veel last van parasieten. De stekelvacht is lastig te verzorgen, waardoor egels vaak vol zitten met teken, mijten en vlooien.

## Relatie met de mens
In Nederland en België is de egel een van de meest waargenomen wilde zoogdieren. De egel komt veel voor in parken en tuinen, en egeldichtheden zijn zelfs hoger in dorpen en steden dan in de omliggende natuur- en landbouwgebieden. Menselijke werken als bermen en weggetjes worden gebruikt als verbinding tussen de gebieden. Egels worden soms bijgevoerd door mensen. Koemelk is uit den boze voor egels; de lactose in melk bezorgt ze hevige diarree. Honden- of kattenvoer sluit beter aan op zijn natuurlijke voedsel. Voor jonge egels gebruikt men dan beter melkpoeder die ook aan jonge kittens gegeven wordt. Volwassen dieren laat men best zo snel mogelijk weer vrij, jonge dieren kunnen beter een gewicht van 500 gram hebben voordat ze uitgezet worden. Uit onderzoek bleek dat dieren die in gevangenschap opgroeiden zich heel gemakkelijk aanpassen als ze uitgezet worden. Het is beter niet in te grijpen en de egel zijn gang te laten gaan.
De egel is een belangrijke ongediertebestrijder, die veel schadelijke insecten als rupsen eet. In tuinen zijn egels daarom graag geziene gasten.

### Bedreiging en bescherming

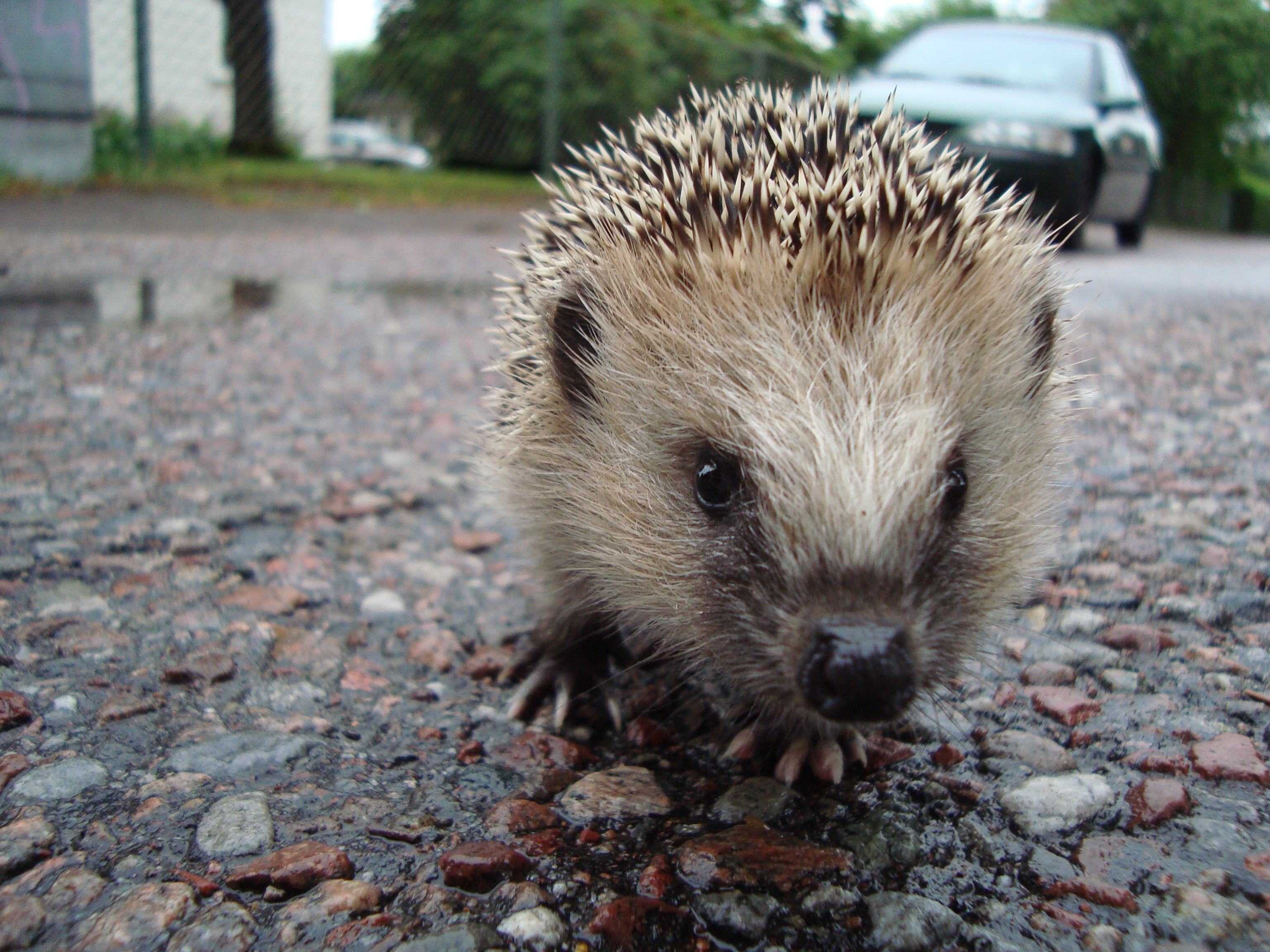
Het verkeer maakt veel slachtoffers onder egels.

Het aantal egels in West-Europa was stabiel, al zijn er plaatselijke populaties de afgelopen decennia achteruitgegaan. Dit is voornamelijk te wijten aan het verkeer. In Nederland worden bijvoorbeeld jaarlijks tussen de 113.000 en 340.000 dieren aangereden. De verdedigingsstrategie van de egel, oprollen, is niet effectief tegen auto's, met de dood tot gevolg. Vooral mannetjes lopen grote risico's: zo'n 70% van alle mannetjes sterft als verkeersslachtoffer. Dit komt doordat mannetjes aan het begin van de paartijd veelal grote afstanden afleggen om vrouwtjes te vinden en niet terugdeinzen voor het oversteken van een weg. Autowegen vormen hierdoor grote barrières tussen subpopulaties, waardoor versnippering van populaties dreigt. Dit wordt vergroot door hekken die langs wegen worden aangelegd om te voorkomen dat er egels worden aangereden. Het verkeer is echter niet de enige menselijke doodsoorzaak. Ook vergiftiging door pesticiden als slakkenbestrijdingsmiddelen komt geregeld voor. Egels komen soms terecht in maaimachines.
De egel is beschermd in het grootste deel van zijn verspreidingsgebied. Het dier is bovendien geplaatst op appendix III van de Conventie van Bern. Ook in Nederland is de egel een beschermd dier. Consumptie en het houden in gevangenschap zijn verboden (de egels die soms als huisdier worden aangeboden, behoren tot een andere soort, de witbuikegel). In Nederland zijn er gespecialiseerde egelopvangcentra. Voor gewonde, verweesde en zieke egels kan men de dierenambulance bellen.
Op de Rode Lijst van de IUCN van oktober 2024 is de beschermingsstatus van de West-Europese egel verslechterd en werd deze geclassificeerd als ‘Bijna bedreigd’.

### Bijgeloof
Volgens het bijgeloof stelen egels appels op hun ruggen en zuigen ze melk uit de uiers van koeien. Om deze redenen werd er vroeger jacht op de egel gemaakt.
Mensen hebben zelden egels gegeten. Plaatselijk wordt er wel op egels gejaagd en gegeten, maar dit gaat om zeer kleine aantallen en heeft geen nadelige effecten op de populatie. In de Duitse taal hebben Roma de bijnaam "Igelfresser" gekregen omdat zij de gewoonte zouden hebben gehad om egels in klei te rollen en vervolgens te roosteren. De stekels zouden dan in de klei achterblijven. In de middeleeuwen werd weleens gedacht dat de lichaamsdelen van egels geneeskrachtig waren. Een van egels gemaakte zalf zou bijvoorbeeld werken tegen steenpuisten.